# Cicina
Cicina (cyr. Цицина) – wieś w Bośni i Hercegowinie, w Republice Serbskiej, w mieście Trebinje. W 2013 roku liczyła 7 mieszkańców.